# Shenzhen Leopards
El Shenzhen New Century Leopards (en chino, 东莞新世纪烈豹) también conocido como Shenzhen Leopards es un equipo de baloncesto chino con sede en la ciudad de Dongguan, Guangdong, que compite en la Chinese Basketball Association (CBA). Disputa sus partidos en el Lang Stadium, con capacidad para 4.000 espectadores.

## Historia
El club se fundó en 2003, comenzando a competir en la CBL, la segunda división china. En 2005 acabaron en la primera posición, logrando el ascenso a la CBA. Su mejores temporadas en la liga fueron las de 2008 y 2009, acabando en ambas en quinta posición de la liga regular, y cayendo las dos veces ante Guangdong Southern Tigers en semifinales de los play-offs.

### Nombres
- Dongguan New Century Leopards (2003–2015)
- Shenzhen New Century Leopards (2015–2019)
- Shenzhen Aviators (2019–2021)
- Shenzhen Leopards (2021–presente)

## Plantilla actual
| Nº | Nac.                                  | Jugador        | Posición  | Alt. |
| -- | ------------------------------------- | -------------- | --------- | ---- |
| 7  | Bandera de la República Popular China | Zhang Kai      | Pívot     | 2,11 |
| 13 | Bandera de la República Popular China | Qiu Biao       | Alero     | 2,00 |
| 11 | Bandera de la República Popular China | Wang Jing      | Alero     | 1,97 |
| 3  | Bandera de la República Popular China | Meng Duo       | Escolta   | 1,92 |
| 23 | Bandera de la República Popular China | Wang Yong      | Base      | 1,83 |
| 2  | Bandera de la República Popular China | Liang Wei      | Base      | 1,90 |
| 8  | Bandera de la República Popular China | Yu Ning        | Alero     | 1,98 |
| 10 | Bandera de la República Popular China | Zhang Zhe      | Base      | 1,83 |
| 21 | Bandera de la República Popular China | Song Kangming  | Ala-Pívot | 2,08 |
| 9  | Bandera de la República Popular China | Chen Kai       | Alero     | 2,02 |
| 5  | Bandera de la República Popular China | Wang Luyang    | Base      | 1,91 |
| 1  | Bandera de la República Popular China | Liu Yao        | Escolta   | 1.91 |
| 6  | Bandera de la República Popular China | Feng Qi        | Base      | 1,90 |
| X  | Bandera de Estados Unidos             | Marcus Haislip | Alero     | 2,08 |
| X  | Bandera de Estados Unidos             | Jackson Vroman | Pívot     | 2,08 |

## Jugadores destacados
- Anthony Myles
- Michael Fey
- Michael Harris